# Reputation (альбом Дасти Спрингфилд)
| Оценки критиков               | Оценки критиков |
| Источник                      | Оценка          |
| ----------------------------- | --------------- |
| AllMusic                      | [ 1 ]           |
| Encyclopedia of Popular Music | [ 2 ]           |

Reputation (с англ. — «Репутация») — тринадцатый (двенадцатый опубликованный) студийный альбом британской певицы Дасти Спрингфилд, выпущенный 25 июня 1990 года на лейбле Parlophone.
Альбом стал не только первым студийным альбомом Спрингфилд за прошедшие восемь лет, но и её первым альбомом, выпущенным в родной Великобритании с 1979 года (Living Without Your Love). В роли продюсеров выступили Pet Shop Boys и Джулиан Мендельсон. После череды коммерчески неудачных альбомов в конце 1970-х и начале 1980-х, с данным альбомом певица смогла реабилитировать свою карьеру. Альбом добрался до 18 места в альбомном чарте Великобритании, а также получил серебряную сертификацию уже через две недели после релиза. Синглы с альбома также пользовались успехом у аудитории.

## Список композиций
| №   | Название                  | Автор(ы)                         | Длительность |
| --- | ------------------------- | -------------------------------- | ------------ |
| 1.  | «Reputation»              | Брайан Спейс                     | 4:15         |
| 2.  | «Send It to Me»           | Элли Уиллис, Лорен Вуд           | 3:58         |
| 3.  | «Arrested by You»         | Руперт Хайн, Джинетт Обстой      | 4:12         |
| 4.  | «Time Waits for No One»   | Холли Найт, Дэн Хартман          | 3:10         |
| 5.  | «Born This Way»           | Джеффри Уильямс, Саймон Стирлинг | 3:51         |
| 6.  | «In Private»              | Нил Теннант, Крис Лоу            | 4:24         |
| 7.  | «Daydreaming»             | Нил Теннант, Крис Лоу            | 4:59         |
| 8.  | «Nothing Has Been Proved» | Нил Теннант, Крис Лоу            | 4:44         |
| 9.  | «I Want to Stay Here»     | Джерри Гоффин, Кэрол Кинг        | 2:52         |
| 10. | «Occupy Your Mind»        | Нил Теннант, Крис Лоу            | 6:54         |

## Чарты
| Чарт (1989–90)                   | Высшая позиция |
| -------------------------------- | -------------- |
| Австралия (ARIA)                 | 144            |
| Великобритания (UK Albums Chart) | 18             |
| Германия (Offizielle Top 100)    | 21             |
| Нидерланды (Album Top 100)       | 59             |
| Швеция (Sverigetopplistan)       | 28             |

## Сертификации и продажи
| Регион | Сертификация | Продажи |
| --- | ------------ | ------- |
| Великобритания (BPI) | Серебряный   | 60 000^ |
| * Данные о продажах приведены только на основе сертификации. ^ Данные о тиражах приведены только на основе сертификации. |              |         |